# Eleições estaduais no Acre em 2022
As eleições estaduais no Acre em 2022 serão realizadas em 2 de outubro (primeiro turno) e 30 de outubro (segundo turno, caso necessário). Os eleitores aptos a votar vão eleger um governador, vice-governador, um senador, 8 deputados federais e 24 estaduais. O atual governador em exercício é Gladson Cameli, do Progressistas (PP), governador eleito em 2018. Pela Constituição, o governador será eleito para um mandato de quatro anos a se iniciar em 1.º de janeiro de 2023, e com a aprovação da Emenda Constitucional nº 111, terá seu término em 6 de janeiro de 2027. Para a eleição ao Senado Federal, está em disputa a vaga ocupada por Mailza Gomes, do PP, primeira suplente que assumiu o cargo após a renúncia de Cameli para assumir o governo estadual.

## Calendário eleitoral
| Calendário eleitoral      | Calendário eleitoral                                                                       |
| ------------------------- | ------------------------------------------------------------------------------------------ |
| 15 de maio                | Início do financiamento coletivo dos pré-candidatos                                        |
| 20 de julho a 5 de agosto | Convenções partidárias para a escolha dos candidatos e das coligações                      |
| 2 de outubro              | Primeiro turno das eleições                                                                |
| 7 a 28 de outubro         | Propaganda eleitoral gratuita no rádio e na televisão relativa a um eventual segundo turno |
| 30 de outubro             | Eventual segundo turno das eleições                                                        |
| até 19 de dezembro        | Diplomação dos eleitos pela Justiça Eleitoral                                              |

## Candidatos ao governo do Acre
| Candidato(a) a governador(a)                                                          | Candidato(a) a governador(a)                                                          | Candidato(a) a governador(a)                                                          | Candidato(a) a vice-governador(a)                                                     | Nº                                                                                    | Coligação/Federação                                                                                    | Tempo de horário eleitoral |
| ------------------------------------------------------------------------------------- | ------------------------------------------------------------------------------------- | ------------------------------------------------------------------------------------- | ------------------------------------------------------------------------------------- | ------------------------------------------------------------------------------------- | --- | -------------------------- |
|                                                                                       |                                                                                       | Marcio Bittar UNIÃO                                                                   | Dra Georgia Micheletti UNIÃO                                                          | 44                                                                                    | Sem coligação UNIÃO                                                                                    | 1:45                       |
|                                                                                       |                                                                                       | Petecão PSD                                                                           | Tota Filho PSD                                                                        | 55                                                                                    | Com a Força do Povo PSD, PROS, Avante, PTB                                                             | 1:20                       |
|                                                                                       |                                                                                       | Professor Nilson PSOL                                                                 | Jane Rosas PSOL                                                                       | 50                                                                                    | Sem coligação Federação PSOL REDE                                                                      | 0:22                       |
|                                                                                       |                                                                                       | Mara Rocha MDB                                                                        | Fernando Alvares Zamora PRTB                                                          | 15                                                                                    | A Esperança de um Acre Melhor Começa Agora! MDB, PRTB, PL, Republicanos                                | 2:02                       |
|                                                                                       |                                                                                       | Gladson Cameli PP                                                                     | Mailza PP                                                                             | 11                                                                                    | Avançar para Fazer Mais PP, PDT, Federação PSDB Cidadania, PODE, Solidariedade, Patriota, DC, PMN, PMB | 2:56                       |
|                                                                                       |                                                                                       | Jorge Viana PT                                                                        | Marcus Alexandre PT                                                                   | 13                                                                                    | Sem coligação FE Brasil (PT, PV e PCdoB)                                                               | 1:32                       |
|                                                                                       |                                                                                       | David Hall Agir                                                                       | Jorgiene Carneiro Agir                                                                | 36                                                                                    | Sem coligação Agir                                                                                     | Não possui                 |
| Apresentação de acordo com a ordem da propaganda eleitoral e representação partidária | Apresentação de acordo com a ordem da propaganda eleitoral e representação partidária | Apresentação de acordo com a ordem da propaganda eleitoral e representação partidária | Apresentação de acordo com a ordem da propaganda eleitoral e representação partidária | Apresentação de acordo com a ordem da propaganda eleitoral e representação partidária | Apresentação de acordo com a ordem da propaganda eleitoral e representação partidária                  | Sobras: 0:03               |

## Candidatos ao Senado Federal
| Candidato(a) a senador(a)                             | Candidato(a) a senador(a)                             | Candidato(a) a senador(a)                             | Candidatos a suplente                                   | Nº                                                    | Coligação /Federação                                                                                   | Tempo de horário eleitoral |
| ----------------------------------------------------- | ----------------------------------------------------- | ----------------------------------------------------- | ------------------------------------------------------- | ----------------------------------------------------- | --- | -------------------------- |
|                                                       |                                                       | Dr. Jenilson Leite PSB                                | 1º: César Messias (PSB) 2º: Coronel Anastácio (PSB)     | 400                                                   | Sem coligação PSB                                                                                      | 0:22                       |
|                                                       |                                                       | Nazaré Araújo PT                                      | 1º: Sibá Machado (PT) 2º: Tião Bruzugu (PV)             | 131                                                   | Sem coligação FE Brasil (PT, PCdoB e PV)                                                               | 0:45                       |
|                                                       |                                                       | Sanderson Moura PSOL                                  | 1º: Augusto Maia (PSOL) 2º: Pedro Teles (PSOL)          | 500                                                   | Sem coligação Federação PSOL REDE                                                                      | 0:10                       |
|                                                       |                                                       | Dra. Vanda Milani PROS                                | 1º: Solino Matos (Avante) 2º: José Costa (PTB)          | 900                                                   | Com a Força do Povo PROS, PSD, Avante, PTB                                                             | 0:39                       |
|                                                       |                                                       | Marcia Bittar PL                                      | 1º: Beth Pinheiro (PL) 2º: Ivo Galvão (MDB)             | 222                                                   | A Esperança de um Acre Melhor Começa Agora! MDB, PRTB, PL, Republicanos                                | 1:04                       |
|                                                       |                                                       | Alan Rick UNIÃO                                       | 1º: Gemil Junior (UNIÃO) 2º: Coronel Casagrande (UNIÃO) | 444                                                   | Sem coligação UNIÃO                                                                                    | 0:51                       |
|                                                       |                                                       | Ney Amorim PODE                                       | 1º: Rennan Biths (PDT) 2º: Rui Óscar (PODE)             | 199                                                   | Avançar para Fazer Mais PP, PDT, Federação PSDB Cidadania, PODE, Solidariedade, Patriota, DC, PMN, PMB | 1:05                       |
|                                                       |                                                       | Dimas Sandas Agir                                     | 1º: Tiago Farias (Agir) 2º: Ivana Moura (Agir)          | 364                                                   | Sem coligação Agir                                                                                     | Não possui                 |
| Apresentação de acordo com a representação partidária | Apresentação de acordo com a representação partidária | Apresentação de acordo com a representação partidária | Apresentação de acordo com a representação partidária   | Apresentação de acordo com a representação partidária | Apresentação de acordo com a representação partidária                                                  | Sobras: 0:04               |

### Renúncia
Beyruth (PSDB) - Renunciou a candidatura ao Senado Federal.

## Debates

### Para governador(a)
| Data                   | Organizadores             | Mediador   | Cameli (PP) | Viana (PT) | Rocha (MDB) | Petecão (PSD) | Nilson (PSOL) | Bittar (UNIÃO) | Hall (Agir)   |
| ---------------------- | ------------------------- | ---------- | ----------- | ---------- | ----------- | ------------- | ------------- | -------------- | ------------- |
| 18 de setembro de 2022 | TV Rio Branco             | José Alex  | Presente    | Presente   | Presente    | Presente      | Presente      | Presente       | Não convidado |
| 27 de setembro de 2022 | Rede Amazônica Rio Branco | Fábio Melo | Presente    | Presente   | Presente    | Presente      | Presente      | Presente       | Não convidado |
| 29 de setembro de 2022 | TV Gazeta                 | Salcy Lima | Ausente     | Presente   | Presente    | Presente      | Presente      | Presente       | Presente      |

## Pesquisas

### Para governador
| Período  | Instituto                       | Amostragem | Cameli (PP) | Viana (PT)                      | Rocha (MDB) | Petecão (PSD) | Bittar (UNIÃO) | Nilson (PSOL) | Hall (Agir) | B/N  | NS/NR | Vantagem |    |      |      |      |       |       |
| -------- | ------------------------------- | ---------- | ----------- | ------------------------------- | ----------- | ------------- | -------------- | ------------- | ----------- | ---- | ----- | -------- | -- | ---- | ---- | ---- | ----- | ----- |
| Período  | Instituto                       | Amostragem | 17-19/08    | Badra Comunicação AC-07698/2022 | 1 056       | 36,5%         | 19,2%          | 7,8%          | 7,6%        | B/N  | NS/NR | Vantagem | 5% | 0,5% | 0,3% | 9,1% | 13,9% | 17,3% |
| 23-29/08 | IPEC AC-09020/2022              | 800        | 51%         | 27%                             | 6%          | 5%            | 2%             | 1%            | 0%          | 4%   | 3%    | 24%      |    |      |      |      |       |       |
| 05-08/09 | Perfil AC-07846/2022            | 1 430      | 49,1%       | 24,4%                           | 8,8%        | 5,4%          | 3,4%           | 0,6%          | 0,4%        | 2,4% | 0,4%  | 24,7%    |    |      |      |      |       |       |
| 10-12/09 | RealTime Big Data AC-09556/2022 | 1 000      | 45%         | 21%                             | 9%          | 6%            | 6%             | 0%            | 0%          | 5%   | 8%    | 24%      |    |      |      |      |       |       |
| 13-15/09 | Travessia AC-05951/2022         | 1 200      | 42%         | 28%                             | 8%          | 5%            | 4%             | 1%            | 1%          | 4%   | 7%    | 14%      |    |      |      |      |       |       |
| 16-18/09 | IPEC AC-03861/2022              | 800        | 54%         | 25%                             | 6%          | 5%            | 3%             | 0%            | 1%          | 3%   | 4%    | 29%      |    |      |      |      |       |       |
| 17-21/09 | Instituto Veritá AC-07978/2022  | 1 020      | 51,8%       | 24,3%                           | 10,9%       | 6,9%          | 1,9%           | —             | 0,9%        | 1,5% | 1,9%  | 27,5%    |    |      |      |      |       |       |
| 24-27/09 | Travessia AC-08454/2022         | 1 200      | 44%         | 31%                             | 10%         | 6%            | 2%             | 0%            | 1%          | 3%   | 3%    | 13%      |    |      |      |      |       |       |

### Para senador
| Período  | Instituto                       | Amostragem | Alan (UNIÃO) | Jenilson (PSB)                  | Amorim (PODE) | Marcia (PL) | Milani (PROS) | Nazareth (PT) | Sanderson (PSOL) | Beyruth (PSDB) | Dimas (Agir) | B/N  | NS/NR | Vantagem |      |      |      |       |      |      |
| -------- | ------------------------------- | ---------- | ------------ | ------------------------------- | ------------- | ----------- | ------------- | ------------- | ---------------- | -------------- | ------------ | ---- | ----- | -------- | ---- | ---- | ---- | ----- | ---- | ---- |
| Período  | Instituto                       | Amostragem | 17-19/08     | Badra Comunicação AC-07698/2022 | 1 056         | 15,8%       | 9,7%          | 8,4%          | 6,4%             | 5,4%           | 3,2%         | B/N  | NS/NR | Vantagem | 1,7% | 0,6% | 0,3% | 44,6% | 3,8% | 6,1% |
| 23-29/08 | IPEC AC-09020/2022              | 800        | 29%          | 10%                             | 17%           | 15%         | 5%            | 2%            | 0%               | —              | 1%           | 9%   | 12%   | 12%      |      |      |      |       |      |      |
| 05-08/09 | Perfil AC-07846/2022            | 1 430      | 29,1%        | 13,9%                           | 15,9%         | 11,2%       | 5,2%          | 4,4%          | 2%               | —              | 0,4%         | 5,8% | 1,5%  | 13,2%    |      |      |      |       |      |      |
| 10-12/09 | RealTime Big Data AC-09556/2022 | 800        | 26%          | 11%                             | 16%           | 18%         | 5%            | 6%            | 0%               | 1%             | 0%           | 8%   | 9%    | 8%       |      |      |      |       |      |      |
| 13-15/09 | Travessia AC-05951/2022         | 1 200      | 33%          | 11%                             | 21%           | 9%          | 6%            | 6%            | 2%               | —              | 0%           | 6%   | 6%    | 12%      |      |      |      |       |      |      |
| 16-18/09 | IPEC AC-03861/2022              | 800        | 33%          | 9%                              | 18%           | 15%         | 4%            | 6%            | 1%               | –              | 1%           | 4%   | 10%   | 15%      |      |      |      |       |      |      |
| 17-21/09 | Instituto Veritá AC-07978/2022  | 1 020      | 33,9%        | 19,9%                           | 11,3%         | 10,3%       | 9%            | 8,7%          | 0,8%             | —              | 0,2%         | 2,4% | 3,1%  | 14%      |      |      |      |       |      |      |
| 24-27/09 | Travessia AC-08454/2022         | 1 200      | 31%          | 13%                             | 24%           | 11%         | 4%            | 4%            | 1%               | —              | 0%           | 6%   | 6%    | 7%       |      |      |      |       |      |      |

## Resultados

### Governador
| Candidato(a)             | Vice                       | Primeiro turno 2 de outubro de 2022 | Primeiro turno 2 de outubro de 2022 |
| Candidato(a)             | Vice                       | Total                               | Percentagem                         |
| ------------------------ | -------------------------- | ----------------------------------- | ----------------------------------- |
| Gladson Cameli (PP)      | Mailza Gomes (PP)          | 242.100                             | 56,75%                              |
| Jorge Viana (PT)         | Marcus Alexandre (PT)      | 103.265                             | 24,21%                              |
| Mara Rocha (MDB)         | Fernando Zamora (PRTB)     | 47.173                              | 11,06%                              |
| Sérgio Petecão (PSD)     | Tota Filho (PSD)           | 27.393                              | 6,42%                               |
| Márcio Bittar (UNIÃO)    | Geórgia Micheletti (UNIÃO) | 4.773                               | 1,12%                               |
| Professor Nilson (PSOL)  | Jane Rosas (PSOL)          | 1.125                               | 0,26%                               |
| David Hall (Agir)        | Jorgiene Carneiro (Agir)   | 771                                 | 0,18%                               |
| → Total de votos válidos | → Total de votos válidos   | 426.600                             | 93,67%                              |
| → Votos em branco        | → Votos em branco          | 7.761                               | 1,70%                               |
| → Votos nulos            | → Votos nulos              | 21.077                              | 4,63%                               |
| → Votos anulados         | → Votos anulados           | 0                                   | 0%                                  |
| Total                    | Total                      | 455.438                             | 77,56%                              |
| Abstenções               | Abstenções                 | 131.784                             | 22,44%                              |
| Eleitorado apto          | Eleitorado apto            | 587.222                             | 587.222                             |

### Senador
| Candidato(a)             | Turno único 2 de outubro de 2022 | Turno único 2 de outubro de 2022 |
| Candidato(a)             | Total                            | Percentagem                      |
| ------------------------ | -------------------------------- | -------------------------------- |
| Alan Rick (UNIÃO)        | 154.312                          | 37,46%                           |
| Ney Amorim (PODE)        | 73.567                           | 17,86%                           |
| Jenilson Leite (PSB)     | 65.522                           | 15,91%                           |
| Márcia Bittar (PL)       | 41.159                           | 9,99%                            |
| Nazaré Araújo (PT)       | 39.555                           | 9,60%                            |
| Vanda Milani (PROS)      | 34.658                           | 8,41%                            |
| Sanderson Moura (PSOL)   | 2.763                            | 0,67%                            |
| Dimas Sandas (Agir)      | 413                              | 0,10%                            |
| → Total de votos válidos | 411.949                          | 90,45%                           |
| → Votos em branco        | 16.867                           | 3,70%                            |
| → Votos nulos            | 26.622                           | 5,85%                            |
| → Votos anulados         | 0                                | 0%                               |
| Total                    | 455.438                          | 77,56%                           |
| Abstenções               | 131.784                          | 22,44%                           |
| Eleitorado apto          | 587.222                          | 587.222                          |

###### Deputados federais eleitos
Esses são os deputados os 8 deputados federais eleitos pelo estado do Acre.

Representação eleita   PP: 3   UNIÃO: 3   Republicanos: 2

| Candidato                     | Porcentagem | Total de votos | Cidade Natal                   |
| ----------------------------- | ----------- | -------------- | ------------------------------ |
| Socorro Neri (PP)             | 5,95%       | 25.842 votos   | Tauracá Acre                   |
| Meire Serafim (UNIÃO)         | 4,90%       | 21.285 votos   | Ji-Paraná Rondônia             |
| Coronel Ulysses (UNIÃO)       | 4,85%       | 21.075 votos   | Cruzeiro do Sul Acre           |
| Zezinho Barbary (PP)          | 4,60%       | 19.958 votos   | Porto Walter Acre              |
| Gerlen Diniz (PP)             | 4,50%       | 19.560 votos   | Sena Madueira Acre             |
| Eduardo Velloso (UNIÃO)       | 3,87%       | 16.786 votos   | Rio Branco Acre                |
| Antônia Lúcia (Republicanos)  | 3,75%       | 16.280 votos   | Senador Guiomard Acre          |
| Roberto Duarte (Republicanos) | 3,34%       | 14.522 votos   | Porto Alegre Rio Grande do Sul |

###### Deputados estaduais eleitos
Esses são os deputados os 24 deputados estaduais eleitos pelo estado do Acre.

Representação eleita 
     PDT (4)
     PP (3)
     MDB (3)
     Republicanos (3)
     PSD (2)
     União (2)
     PODE (2)
     PL (2)
     PSB (1)
     PSDB (1)
     PCdoB (1)

| Candidato                | Partido      | Total de votos |
| ------------------------ | ------------ | -------------- |
| Nicolau Junior (PP)      | PP           | 16.636         |
| Maria Antônia            | PP           | 10.485         |
| Emerson Jarude           | MDB          | 8.540          |
| Manoel Moraes            | PP           | 8.479          |
| Gilberto Lira            | UNIÃO        | 8.407          |
| Clodoaldo Rodrigues      | Republicanos | 8.227          |
| André da Droga Vale      | Podemos      | 8.157          |
| Pedro Longo              | PDT          | 7.732          |
| José Luís Schafer (Tchê) | PDT          | 7.390          |
| Fagner Calegário         | Podemos      | 7.112          |
| Luiz Gonzaga             | PSDB         | 6.680          |
| Whendy Lima              | UNIÃO        | 6.673          |
| Tadeu Hassem             | Republicanos | 6.175          |
| Adailton Cruz            | PSB          | 6.157          |
| Drª Michelle Melo        | PDT          | 5.990          |
| Edvaldo Magalhães        | PCdoB        | 5.822          |
| Afonso Fernandes         | PL           | 5.731          |
| Antonia Sales            | MDB          | 5.720          |
| Tanizio Sá               | MDB          | 5.703          |
| Chico Viga               | PDT          | 5.601          |
| Gene Diniz               | Republicanos | 5.512          |
| Arlenilson Cunha         | PL           | 5.471          |
| Pablo Bregense           | PSD          | 5.386          |
| Eduardo Ribeiro          | PSD          | 4.810          |